# Karl Degenkolb (Wirtschaftswissenschaftler)
Karl Otto Heinrich Degenkolb (* 8. Januar 1920 in Pöllwitz bei Zeulenroda; † 30. Januar 1970 in Rostock) war ein deutscher Wirtschaftswissenschaftler und Hochschullehrer.

## Leben
Karl Degenkolb war Sohn des Eisenbahnarbeiters und Zugführers Otto Degenkolb (1894–1966) und dessen Frau Milda, geb. Hoffmann (1892–1968), die als Strickerin arbeitete.
Von 1926 bis 1930 besuchte Degenkolb die Volksschule in Zeulenroda und absolvierte 1938 sein Abitur an der dortigen Oberschule (Nachfolger: Friedrich-Schiller-Gymnasium Zeulenroda). Im Anschluss leistete er seine Dienstpflicht im Reichsarbeitsdienst ab. Aufgrund finanzieller Schwierigkeiten war es ihm nicht möglich, ein Studium aufzunehmen, weshalb er im Dezember 1938 eine zweijährige Ausbildung als Steuerinspektor im Finanzamt Greiz begann. Diese schloss er Ende 1940 an der Reichsfinanzschule Ilmenau mit der Abschlussprüfung ab. Nach seiner Ausbildung wurde er zum Kriegsdienst in der Nachrichtengruppe eingezogen, wobei er aufgrund einer Handverletzung nur bedingt tauglich war. Sein höchster Dienstgrad war Obergefreiter. Er lehnte zweimal eine Auswahl zum Offiziersanwärter ab.
Nach dem Krieg und einer kurzzeitigen amerikanischen Kriegsgefangenschaft arbeitete er von Juni 1945 bis 1952 als Hauptsachbearbeiter und Referent im Besteuerungs- und Betriebsprüfungsdienst am Finanzamt Kölleda. 1950 wurde er zum Jahreslehrgang der Finanzen an der Deutschen Verwaltungsakademie Walter Ulbricht (Nachfolger: Akademie für Staats- und Rechtswissenschaft der DDR) in Forst Zinna delegiert.
Um seine akademische Laufbahn zu fördern, begann er 1952 ein Fernstudium der Ökonomie an der Universität Leipzig, das er 1957 mit dem Abschluss als Diplom-Wirtschaftler (Industrie) beendete. Im Mai 1952 wurde er vom Ministerium der Finanzen der DDR als Fachlehrer an die Fachschule für Finanzwirtschaft Gotha berufen. Dort arbeitete er bis 1960 als Dozent für Betriebsökonomie und als Leiter der Abteilung Finanzen der Volkseigenen Wirtschaft.
Seine akademische Laufbahn setzte Degenkolb an der Universität Rostock fort, wo er von 1960 bis zu seinem Tod 1970 als wissenschaftlicher Mitarbeiter tätig war. Ab 1963 hatte er einen Lehrauftrag inne, wurde 1966 zum Dozenten ernannt und erhielt 1968 den Titel Professor.
Karl Degenkolb wurde 1963 an der Ingenieurökonomischen Fakultät der Universität Rostock mit der Dissertation Die Planung der Materialvorräte im Schiffbau der DDR promoviert. Seine Habilitation folgte 1966, ebenfalls an der Universität Rostock, mit der Arbeit Methodische Wege der Bestandsplanung an unvollendeten Erzeugnissen im Maschinenbaubetrieb unter besonderer Berücksichtigung der langfristigen Fertigung des Großschiffbaus. Ab dem 1. September 1966 wurde er zum Dozenten für Organisation und Planung des sozialistischen Industriebetriebes berufen. Von 1968 bis zu seinem Tod 1970 war er Professor mit Lehrauftrag für Sozialistische Betriebswirtschaft und leitete am Institut die Abteilung „Industrielle Absatz- und Versorgungswirtschaft (einschließlich Preise und Rentabilität)“. Zu seinen Lehr- und Forschungsgebieten zählten die Organisation und Planung des sozialistischen Industriegebiets sowie die Ökonomie der chemischen Industrie.
Karl Degenkolbs inzwischen aufgelassene Grabstelle befand sich auf dem Neuen Friedhof in Rostock im Feld 57C-76.

## Ehrungen und Auszeichnungen
Für seine Leistungen erhielt Karl Degenkolb 1959 und 1964 die Medaille für ausgezeichnete Leistungen.

## Mitgliedschaften
Im Jahr 1935 wurde Karl Degenkolb Mitglied der HJ, nach Erreichen der Altersgrenze Ende 1938 wechselte er zur SA. Am 30. Mai 1939 beantragte er die Aufnahme in die NSDAP und wurde zum 1. September desselben Jahres aufgenommen (Mitgliedsnummer 7.187.009).
Er trat nach dem Krieg der Sozialistischen Einheitspartei Deutschlands (SED) und dem Freien Deutschen Gewerkschaftsbund (FDGB) bei. Seit 1950 war er Mitglied der Deutsch-Sowjetischen Freundschaft (DSF). In der Partei übernahm er verschiedene Funktionen, unter anderem als Mitglied der Universitätsparteileitung. In der Gewerkschaft war er Vorsitzender der Fakultätsgewerkschaftsleitung, hauptamtlicher stellvertretender Vorsitzender der Universitätsgewerkschaftsleitung und Mitglied des Sekretariats der Universitätsgewerkschaftsleitung.

## Schriften (Auswahl)
- Die Planung der Materialvorräte im Schiffbau der DDR. 1963.
- Methodische Wege der Bestandsplanung an unvollendeten Erzeugnissen im Maschinenbaubetrieb unter besonderer Berücksichtigung der langfristigen Fertigung des Großschiffbaus. 1966.
- Materialvorratsplanung in der sozialistischen Industrie. Berlin, 1964, 2. Auflage 1965.
- Planung der Bestände an unvollendeten Erzeugnissen. Methodische Ziele und Wege. Berlin, 1967.